# Німецька діаспора в Грузії
Німецька діаспора внесла великий внесок у розвиток культури, економіки та науки Грузії. У Грузію німців запросили завдяки ініціативі генерала Єрмолова на початку XIX століття. В основному це були сім'ї з Баден-Вюртемберга, які зазнали нападу Наполеона, політичні заворушення, голод і релігійні гоніння. Після дев'яностоденної подорожі через Одесу, Крим і Північний Кавказ емігранти приїхали до Грузії. До кінця 1819 р. вони створили шість колоній у Східній Грузії. Колоністи здебільшого займалися виноградарством і тваринництвом. За деякими відомостями, до Грузії картоплю завезли саме німці. Вони також заклали основи традиції приготування деяких продуктів (різні види ковбас, швейцарського сиру, пива).
У Тбілісі німці жили переважно на лівобережжі Кури. У столиці діяли лютеранська церква, німецька школа, державні та приватні дитячі садки. Німцями були відкриті навчальні заклади, суспільно-релігійні установи та комерційні організації. Всесвітньо відома компанія «Siemens» вже з шістдесятих років XIX століття мала торгове представництво в Тбілісі. У 1858—1868 рр. ця фірма провела телеграфний зв'язок по всій території Кавказу і приєднала її до Москви. Одним з досягнень технічного прогресу XIX століття вважалася телеграфна лінія Лондон-Колката, довжина якої становила 10 тис. кілометрів. Вузловим пунктом цієї лінії був Тбілісі, звідки йшло відгалуження на Багдад. Для спостереження за роботами на місці в Тбілісі був направлений представник родини засновників компанії «Сіменс» — Вальтер Сіменс. Крім того, в Болніському районі співвласником покладів залізної руди був дійсний статський радник Юліус Вітте. У Тбілісі народився його син Сергій — пізніше граф Сергій Вітте, який став одним з найуспішніших міністрів фінансів і головою Ради міністрів Російської імперії. Більшість будинків на проспекті Руставелі спроектовано німецькими архітекторами.
Асоціація німців Грузії була зареєстрована в серпні 1991 року, організацію назвали «Айнунг» (єдність). Основні цілі асоціації: вивчення культури та історії німецького народу, створення умов особам німецького походження, які проживають в Грузії, для відновлення мови, національних, культурних і релігійних традицій. Під час репресій ці найважливіші національні риси були втрачені. У 1995 році асоціація на пільгових умовах отримала ділянку землі (колишнє німецьке кладовище) на вулиці Терентія Гранелі. На цій ділянці професор університету Саарбрюккена Герд Хуммель побудував церкву Примирення. Пізніше він став єпископом Євангелічно-лютеранської церкви в Грузії. Сьогодні богослужіння проводить єпископ доктор Ханс Йоахім Кідерлен.
За підтримки посольства Німеччини в 1993 році асоціація отримала офіс на вулиці Паліашвілі. У 2004 році з пошкодженого землетрусом будинку асоціація перейшла в прекрасну простору квартиру на вулиці Галактіона Табідзе. Тут, окрім самої асоціації, функціонує також їдальня для бідних і літніх, фінансована дияконською службою Німеччини. У «Айнунзі» з дня заснування відкрилися курси з вивчення німецької мови. Спочатку вони працювали на самофінансуванні, а зараз їх фінансує посольство Німеччини. Багато представників німецької молоді навчаються на курсах Ґете-Інституту. В асоціації протягом п'яти років працювала молодіжна театральна студія. Серед постановок студії необхідно відзначити виставу «Турандот, принцеса китайська» Ф. Шіллера. При «Айнунзі» є група професійних художників, і організація регулярно проводить їх виставки. Сьогодні у асоціації є і свій сайт в Інтернеті.